# Dariole

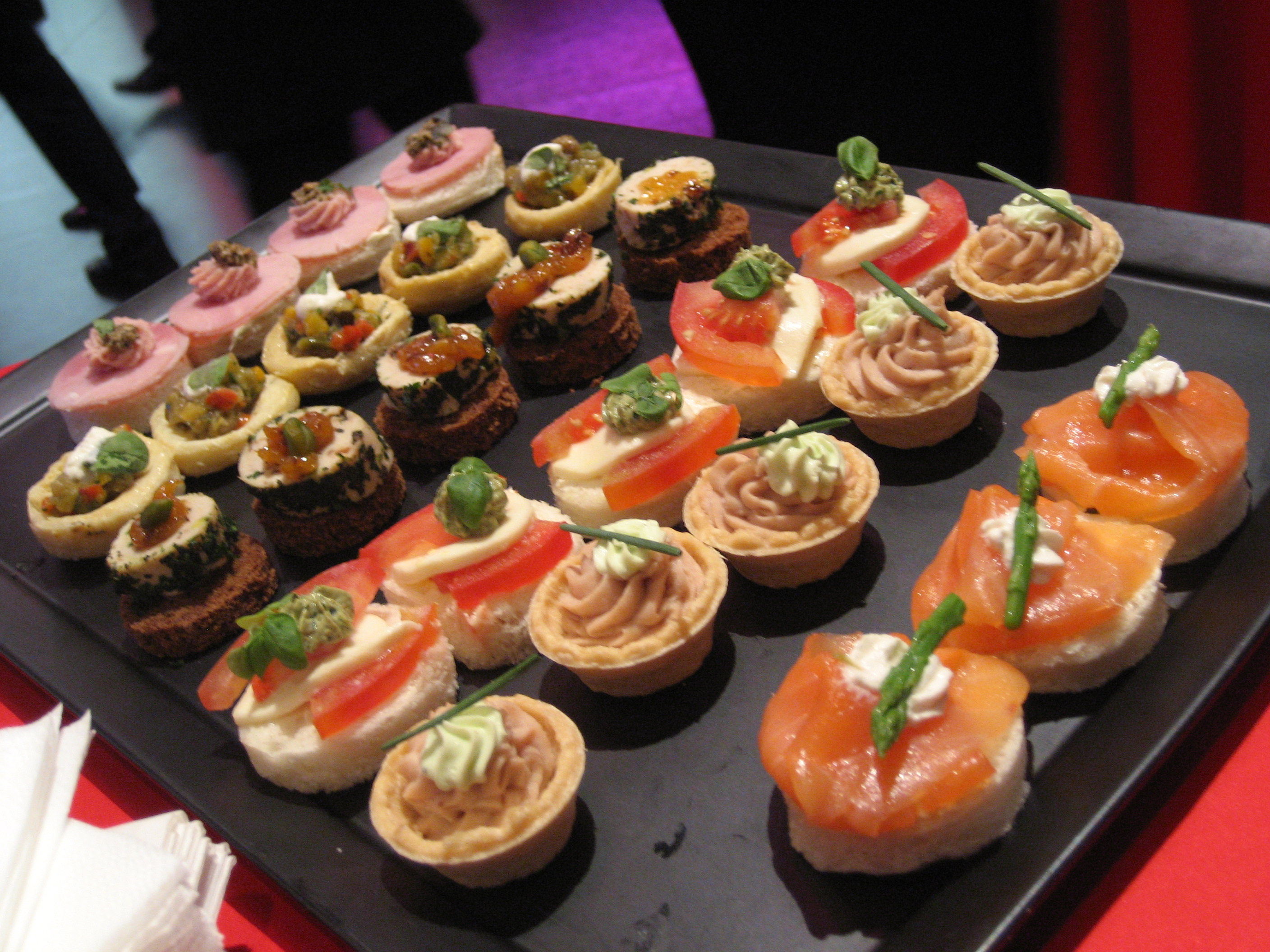
Dariolen (Körbchen) und Cocktailhappen

Eine Dariole ist ein Kleingebäck und Dessert der französischen Küche aus Blätterteig, ähnlich Blätterteigpasteten, gefüllt mit Marmelade, Dessertcremes oder Pudding, verfeinert mit Likör, Schokolade oder Mandel. Der gefüllte Blätterteig wird in der Dariolform goldbraun gebacken. Diese konische Backform ist teils höher und teils kleiner im Durchmesser als die Form von Muffins.
Herzhafte Dariole mit Gemüsecremefüllung war bereits im Mittelalter beliebt, sie wurde damals auch mit Knochenmark, Käse oder Obst gefüllt.